# 月塘街道
月塘街道，中华人民共和国湖南省株洲市荷塘区下属的一个街道，因辖区内月塘得名。

## 建制沿革
- 1956年，属株洲市中心区；
- 1958年，改置铁路分社；
- 1969年，改置月塘街道，属株洲市东区；
- 1997年，改属荷塘区。

## 行政区划
月塘街道下辖10个社区：
- 文化路社区、东湖社区、合泰社区、南岳岭社区、石塘冲社区、石子头社区、水竹社区、野鸭冲社区、袁家湾社区、东环社区